# Australia Day
L'Australia Day (in italiano giornata dell'Australia) è la festa nazionale ufficiale dell'Australia, e si celebra il 26 gennaio. Essa ricorda lo sbarco della First Fleet nella baia di Sydney, avvenuto il 26 gennaio del 1788.

## Storia
Il 26 gennaio 1788 fu il giorno in cui il capitano Arthur Phillip prese formalmente possesso della colonia del Nuovo Galles del Sud, sbarcando a Sydney Cove.
Nel 1808 la festa fu celebrata come First Landing o Foundation Day. Nel 1818, in occasione del trentesimo anniversario, i dipendenti del governo ricevettero una vacanza (una tradizione che fu presto seguita da banche ed altri uffici pubblici).
Nel 1888 tutte le capitali delle colonie (con l'eccezione di Adelaide) celebrarono la festa come Anniversary Day, e durante il 1935 tutti gli stati dell'Australia la festeggiarono come Australia Day (anche se era ancora conosciuta come Anniversary Day nel Nuovo Galles del Sud).
Il centocinquantesimo anniversario dell'insediamento dei bianchi nel continente, nel 1938, fu festeggiato grandiosamente. I preparativi cominciarono nel 1936, con la creazione di un Celebrations Council. In quell'anno, il Nuovo Galles del Sud fu il primo stato ad abbandonare il tradizionale fine settimana festivo per adottare un unico giorno di festa come Anniversary Day: il 26 gennaio.
Nel 1946, il Commonwealth e i governi degli stati decisero di unificare tutte le varie celebrazioni in un'unica festività, chiamata Australia Day e celebrata il 26 gennaio, anche se il giorno di vacanza fu invece fissato per il lunedì immediatamente successivo alla festa.
Dal 1994, tutti gli stati australiani hanno adottato il 26 gennaio stesso come giorno di vacanza e da lì Australia day c'è ancora fino a oggi.

## Celebrazioni
L'Australia Day è caratterizzato da celebrazioni in ogni parte del paese. In quest'occasione vengono assegnati premi nazionali molto prestigiosi, quali “Ordine dell'Australia” e “Australian of the year” per gli eccezionali meriti conseguiti. Ci sono anche cerimonie di premiazione per la cittadinanza, come ad esempio l'Australia Day Achievement Medallion, un premio riservato alle personalità civili che si sono distinte in qualche modo.
In molte città si possono ammirare le esibizioni aeree dell'Air Force australiana. Molto diffusi sono anche gli spettacoli di fuochi d'artificio, il più famoso dei quali è il Lottery Skyworks di Perth.
Di solito, inoltre, il Primo Ministro indirizza un discorso alla nazione.

## Celebrazioni alternative
La maggior parte degli aborigeni australiani chiama l'Australia Day “Invasion Day”, in riferimento alla decimazione dei loro antenati, alle confische di terre e alla distruzione della loro cultura seguite all'arrivo degli Inglesi. Ma negli ultimi anni molti aborigeni hanno celebrato la festa come Survival Day, ringraziando che i loro antenati non siano stati completamente decimati dai coloni stranieri.
L'Australia Day è trattato con ambivalenza anche da quelli che considerano la fondazione della prima colonia non così importante per lo stato intero. Ad esempio, molti abitanti dell'Australia Occidentale sottolineano il fatto che gli inglesi non arrivarono nell'ovest del continente prima del 1791; ma anche alcuni Australiani dell'Est non vedono di buon occhio la celebrazione, affermando che si tratta solo di una festa commerciale.